# 은퉁가모구

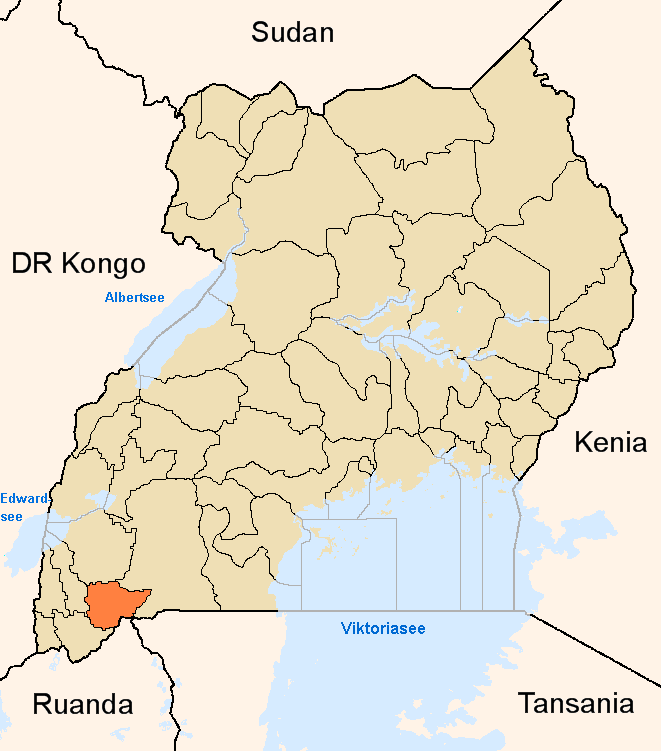
은퉁가모 구의 위치

은퉁가모구(Ntungamo)는 우간다 남서부에 위치한 구로, 행정 중심지는 은퉁가모이다. 면적은 2,056km2, 인구는 380,000명(2002년 인구 조사 기준)이다.
행정 구역상으로는 서부 주에 속하며 3개 군(카자라 군, 루하마 군, 루셰니 군)을 관할한다. 동쪽으로는 이싱기로 구, 남서쪽으로는 카발레 구, 북서쪽으로는 루쿵기리 구, 남쪽으로는 르완다 동부 주, 남동쪽으로는 탄자니아 카게라 주와 접한다.

## 같이 보기
- 요웨리 무세베니
- 서부주 (우간다)
- 우간다의 행정 구역